# When the Indians Cry
When the Indians Cry é o quarto compacto do álbum Traces of Sadness, da banda estoniana Vanilla Ninja.

## Desempenho nas paradas musicais
| Parada                  | Melhor posição |
| ----------------------- | -------------- |
| Germany Singles Top 100 | 8              |
| Austria Singles Top 75  | 7              |
| Swiss Singles Top 100   | 27             |